# (13436) Enid
(13436) Enid ist ein Asteroid des äußeren Hauptgürtels, der am 17. November 1999 vom US-amerikanischen Astronomen Tom Stafford am Zeno Observatory (IAU-Code 727) in Edmond im Oklahoma County entdeckt wurde.
Der Asteroid wurde am 23. Mai 2000 nach der am 16. September 1893 während des Oklahoma Land Run gegründeten Stadt Enid im Norden von Oklahoma benannt. Die Stadt liegt am Chisholm Trail, einem Herdenweg für den Viehtrieb aus dem Süden von Texas zum Verladebahnhof im etwa 800 km nördlich gelegenen Abilene, der von 1867 bis 1885 für den Viehtrieb genutzt wurde.
Der Himmelskörper gehört zur Themis-Familie, einer Gruppe von Asteroiden, die nach (24) Themis benannt wurde.